# Autogamie
Autogamie (gr. αὐτό autó „selbst“, γάμος gamos „Ehe“), auch Selbstbefruchtung genannt, ist eine Form der sexuellen Fortpflanzung, bei der nur ein Elternteil vorhanden ist oder genetisch zur Fortpflanzung beiträgt. Das bedeutet, dass ein Individuum in der Lage ist, sowohl weibliche als auch männliche Gameten zu bilden. Durch Autogamie entstehen genetisch nahe verwandte Nachkommen, die aber – anders als bei ungeschlechtlicher Vermehrung – keinen identischen Genotyp haben. Das liegt an den Teilungsschritten bei der Bildung der Eizellen (Oogenese) und Spermienzellen (Spermatogenese). Die Gameten werden durch die meiotischen Teilungen vom Erbgut her verschieden. Dadurch entstehen bei den Befruchtungen in den Zygoten unterschiedliche Genkombinationen. Die Möglichkeiten der  genetischen Rekombination sind allerdings deutlich geringer als bei aus verschiedenen Individuen hervorgehenden Nachkommen.

## Autogamie bei Pflanzen

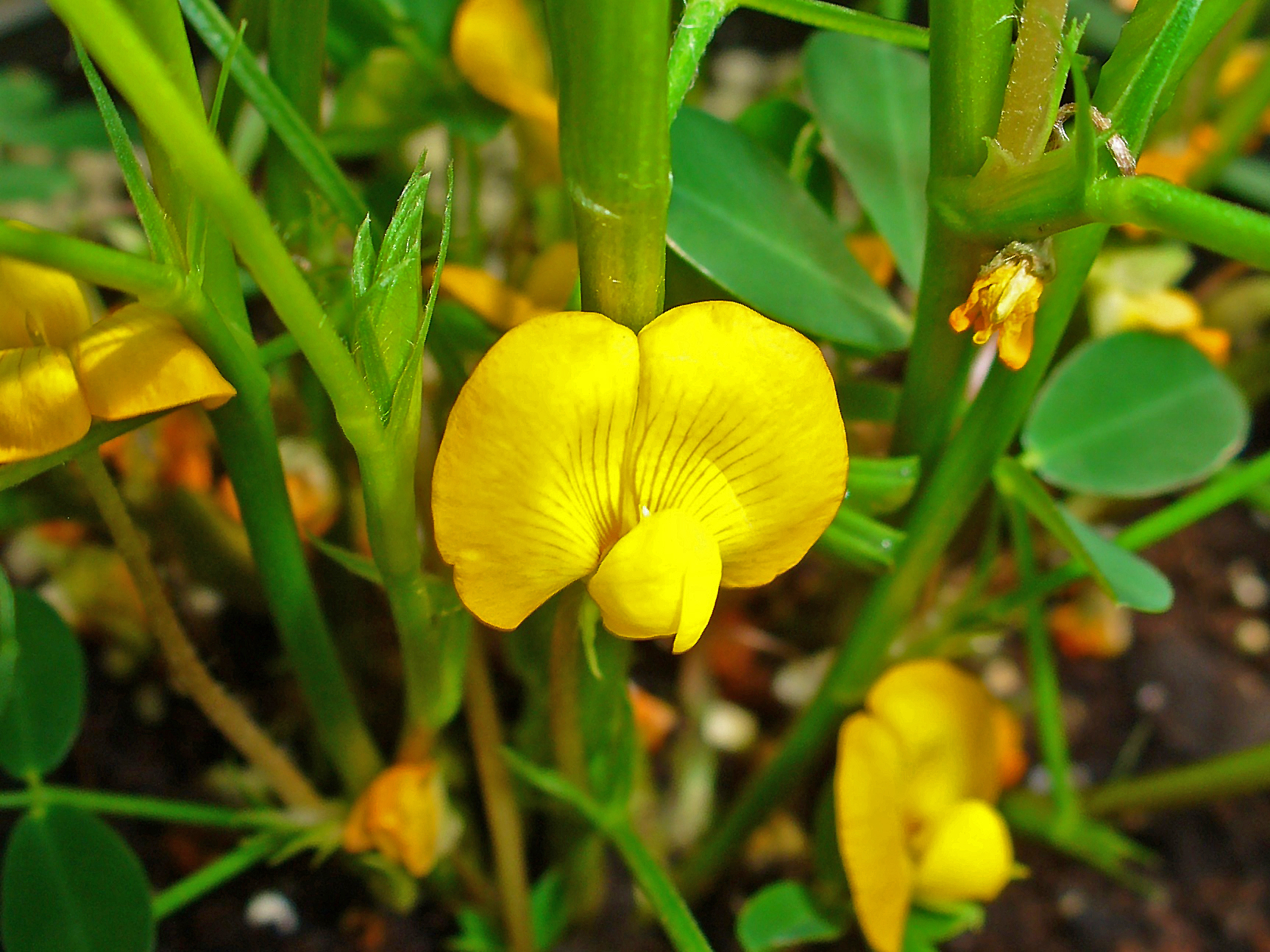
Erdnussblüten

Bei Blütenpflanzen führt die Selbstbestäubung vielfach auch zur Selbstbefruchtung. Die Fremdbestäubung ist allerdings bei den meisten Pflanzenarten die durch Eigenheiten der Blüten begünstigte Form der Bestäubung. Bei Blütenpflanzen wird der Begriff Selbstbefruchtung nur für die Befruchtung innerhalb derselben Blüte benutzt. Voraussetzung hierfür ist, dass es sich um eine Zwitterblüte handelt.
Innerhalb der Art regelmäßig stattfindende Selbstbefruchtung ist relativ selten, sie tritt zum Beispiel in der Erdnussblüte auf. Bleibt bei einer Pflanzenart die Blüte dabei geschlossen, so spricht man von Kleistogamie. Die Befruchtung von anderen Blüten desselben Individuums oder von Blüten von Klonen bezeichnet man als Geitonogamie.
Viele Pflanzenarten haben aufgrund menschlicher Aktivitäten selbsterhaltende Populationen außerhalb ihres natürlichen Verbreitungsgebiets etabliert. Pflanzen mit der Fähigkeit zur Selbstbefruchtung können sich von einem einzigen Individuum ausgehend fortpflanzen und vermehren. Die Fähigkeit zur Selbstbefruchtung korreliert daher positiv mit der Wahrscheinlichkeit der Einbürgerung in einem Gebiet außerhalb des natürlichen Verbreitungsgebiets.
Zahlreiche Pflanzensippen sind fakultativ autogam. Ihre Blüten öffnen sich zuerst, um Fremdbestäubung zu ermöglichen. Falls keine Fremdbestäubung stattfindet oder auch bei ungünstigen Bedingungen erfolgt gegen Ende der Anthese (Blütezeit) eine Selbstbestäubung. Bei Oxalis acetosella werden offene (chasmogame) und geschlossene, knospenartige kleistogame Blüten am gleichen Individuum gebildet. In mehreren Angiospermenfamilien ist eine fakultative und schließlich eine obligate Autogamie sekundär entstanden, so bei Brassicaceen, Violaceen, Boraginaceen und Asteraceen (z. B. Senecio vulgaris). Sie ist insbesondere bei Therophyten ausgebildet und hier vor allem bei Unkräutern, bei Pionierpflanzen und bei Sippen in extremen Lebensräumen, in denen die Bestäuber weitgehend fehlen. In Wüsten, subarktischen und alpinen Regionen ist Autogamie vielfach die einzige Möglichkeit, um eine Fruchtbildung zu gewährleisten. Auch in zeitlich begrenzt zur Verfügung stehenden Habitaten ist es von Vorteil, wenn unabhängig von Blütenbesuchern aus Einzelpflanzen rasch Populationen aufgebaut werden können. Dabei wird die relative genetische Einheitlichkeit durch modifikatorische Plastizität kompensiert. Trotz negativer Folgen wie Inzucht, gesenkte Rekombinationsrate und eingeschränkte Variationsbreite, scheint die Autogamie für einen gewissen Zeitraum vorteilhaft zu sein, um sich in einem Habitat auch unter  ungünstigen Bedingungen behaupten zu können.

## Autogamie bei Tieren

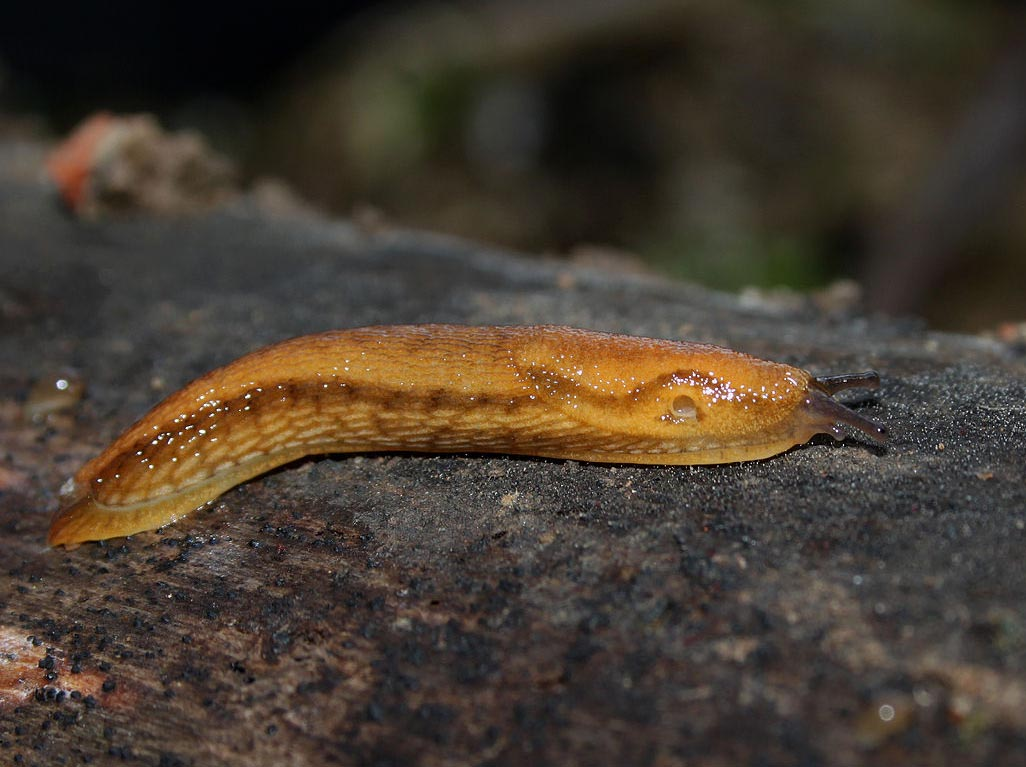
Hellbraune Wegschnecke mit Fähigkeit zur fakultativen Autogamie

Autogamie tritt außer bei Pflanzen auch bei verschiedenen Tiergruppen auf (z. B. Echte Bandwürmer oder Tellerschnecken), allerdings findet sie sich insgesamt eher seltener als bei Pflanzen.
Viele Nacktschnecken sind Zwitter, die sich bei der Kopulation gegenseitig befruchten. Manche Arten, beispielsweise die Hellbraune Wegschnecke, besitzen darüber hinaus die Fähigkeit zur Selbstbefruchtung in Abhängigkeit von den Bedingungen und der Stabilität des Habitats.

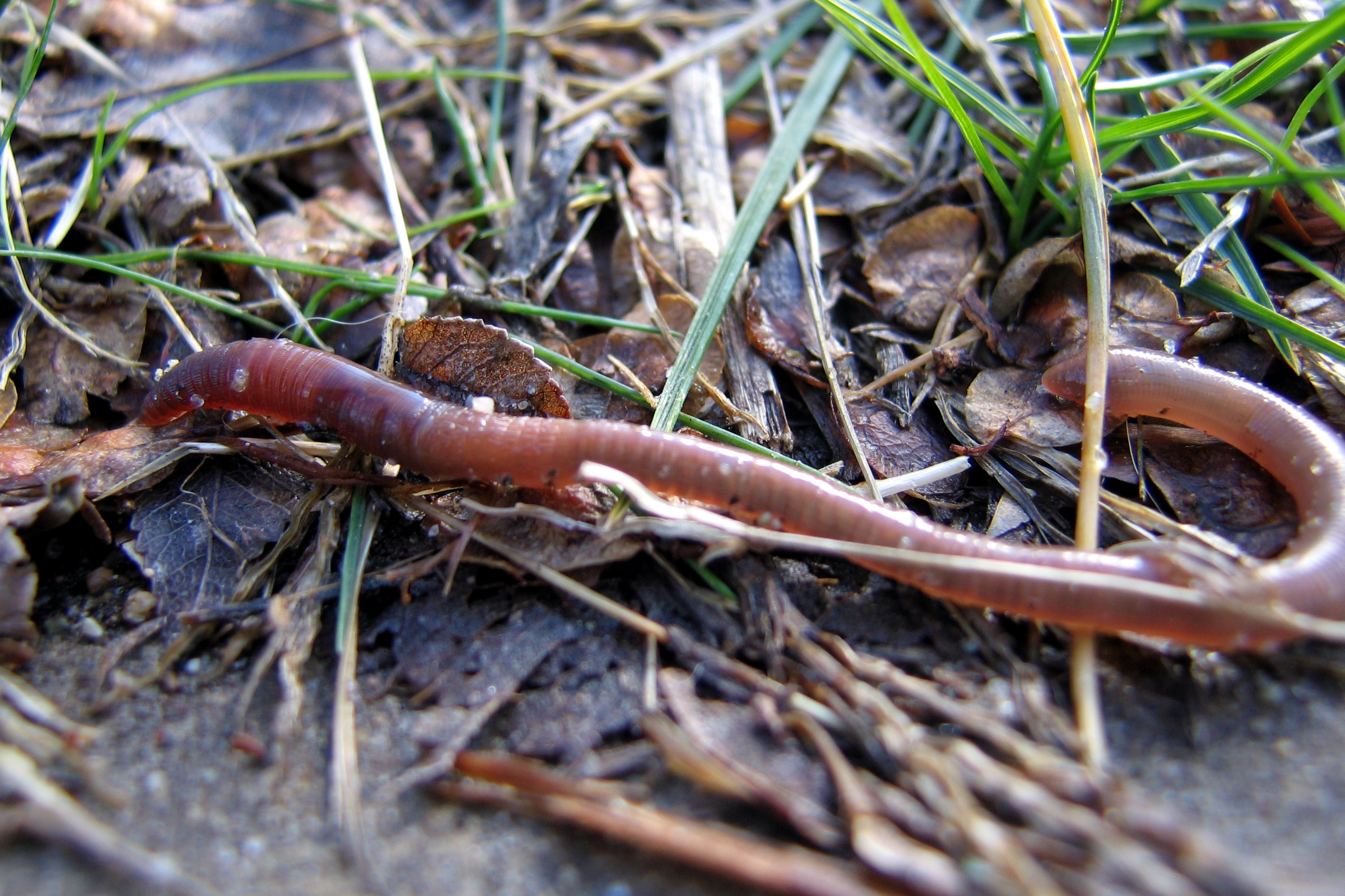
Regenwurm (Lumbricus terrestris)

Regenwürmer sind ebenfalls „echte Zwitter“, die sowohl weibliche als auch männliche Geschlechtsorgane besitzen (Hermaphroditismus). In Ausnahmefällen sind sie dazu in der Lage, ihre Eizellen mit eigenen Spermien zu befruchten. Normalerweise suchen sie sich aber einen Partner, mit dem sie ihre Spermien austauschen.

## Autogamie bei Pilzen
Selbstbefruchtung kommt auch bei Pilzarten vor, wenn sie in ihren Pilzhyphen verschiedengeschlechtliche Gametangien besitzen, beispielsweise bei manchen Ascomycota.